# 25a Brigada Mixta (Exèrcit Popular de la República)
La 25a Brigada Mixta va ser una unitat de l'Exèrcit Popular de la República que va prendre part en la Guerra Civil Espanyola. Al llarg de la contesa la brigada va estar present en els fronts de Còrdova i Extremadura.

## Historial
La unitat va ser creada al novembre de 1936, a Úbeda, a partir dels batallons 97è (antic «Voluntaris d'Úbeda» núm. 20), 98è (antic «Mancha Real»), 99è (antic batalló «Stalin») i 100è (antic batalló «Pablo Iglesias»). La 25a Brigada Mixta va quedar al comandament del capità d'enginyers Julio Dueso Lanlaida, amb el socialista Julián Muñoz Lizcano com a comissari polític.
Al començament de 1937 la 25a BM va quedar agregada a l'Exèrcit del Sud. Al març de 1937, quan va començar la batalla de Pozoblanco, la unitat va ser enviada amb caràcter urgent al nou front; el 7 de març va quedar concentrada < Marmolejo, i tres dies després va ser enviada a primera línia de combat, a Villanueva del Duque. El dia 13 el capità Julián Dueso va ser destituït a causa d'«el seu mal rendiment», i és substituït pel comandant d'infanteria Enrique García Moreno. En aquesta mateixa jornada, al costat de la 20a Brigada Mixta, va iniciar la contraofensiva republicana i va aconseguir reconquerir Villanueva del Duque. En els dies posteriors —entre finals de març i començaments d'abril— la 25a va prendre part en els diversos atacs republicans que van tenir lloc en aquest front, que va incloure l'ocupació de la «Casita del Rincón» en la carretera d'Espiel a Alcaracejos.
Al final dels combats la 25a BM va quedar incorporada a la 24a Divisió, en fase de formació. A la fi de 1937 seria assignada a la 63a Divisió. García Moreno va ser rellevat pel comandant José Costell Salido, que no obstant això estaria poc temps en aquest càrrec i seria substituït pel major de milícies Quintiliano Bardón Álvarez. Al començament de 1938, partint des de Villanueva de Córdoba, la brigada va prendre part una ofensiva al sector d'Azuaga-Granja de Torrehermosa, que tanmateix no va tenir èxit.
A mitjan juliol, després de començar l'ofensiva franquista que pretenia tancar la denominada «bossa de Mèrida», la 25a BM va quedar a càrrec de la defensa dels caps de pont republicanes sobre el riu Guadiana, però la pressió enemiga la va obligar a retirar-se a la riba dreta el 19 de juliol. Seria adscrita a dita «Divisió de Maniobra», amb la missió de cobrir la nova línia defensiva que anava des de Casas de Don Pedro fins a El Puente del Arzobispo. Dies després seria inclosa en la Divisió Zújar, al front Almorchón-Benquerencia; la 25a BM va participar en l'intent per a reconquerir Castuera, que fracassaria davant la ferma resistència franquista. A la fi de juliol la brigada seria assignada a la 51a Divisió i quan van acabar les operacions a Extremadura va quedar situada en primera línia a la Sierra del Torozo.
Amb posterioritat la brigada va estar agregada a diverses unitats: va passar a la 63a Divisió, al novembre, tornant breument a la 51a, i finalment fou agregada a la 38a Divisió. A la fi d'any va ser agregada a la columna «F» que manava el major de milícies Bartolomé Fernández Sánchez. Amb aquesta unitat prendria en una prevista ofensiva republicana a Extremadura que buscava alleujar la situació de les forces republicanes a Catalunya. Al començament de gener de 1939 va atacar el front franquista pel sector d'Hinojosa del Duque, al flanc esquerre de l'ofensiva republicana, avançant posteriorment cap a Monterrubio de la Serena. Més endavant la 25a BM es va traslladar a Cabeza del Buey, amb la intenció de frenar la contraofensiva franquista. Romandria en el front extremeny fins al final de la guerra.

## Comandaments
Comandants
- Capità d'enginyers Julio Dueso Lanlaida;
- Comandant d'infanteria Enrique García Moreno;[2]
- Comandant José Costell Salido;[11]
- Major de milícies Quintiliano Bardón Álvarez;
- Major de milícies Luis García Vega;

Comissaris
- Julián Muñoz Lizcano, del PSOE;
- Matías Molero;[1]
- José Sáinz Alfaro del Pino,[12] del PCE;

Caps d'Estat Major
- comandant d'infanteria Fernando Gallego Porro;[13]
- comandant d'infanteria Daniel Fernández de Landa;
- comandant d'infanteria Ramón Rodríguez Bosmediano;
- capità de milícies Manuel Toro Rodríguez;